# Win, Lose or Draw
Win, Lose or Draw es el quinto álbum de estudio de la banda de rock estadounidense The Allman Brothers Band, publicado en agosto de 1975 en los Estados Unidos por Capricorn Records. Después del exitoso Brothers and Sisters de 1973, la banda empezó a experimentar tensiones internas, sumadas a la trágica muerte del miembro fundador Duane Allman, lo que contribuyó a un leve deterioro en la calidad musical comparada con sus producciones anteriores. Win, Lose or Draw es el último álbum en el que participaron el bajista Lamar Williams y el pianista Chuck Leavell. 

## Lista de canciones

### Lado A
1. "Can't Lose What You Never Had" (Muddy Waters) - 5:49
2. "Just Another Love Song" (Dickey Betts) - 2:44
3. "Nevertheless" (Gregg Allman) - 3:32
4. "Win, Lose or Draw" (Gregg Allman) - 4:45
5. "Louisiana Lou and Three Card Monty John" (Dickey Betts) - 3:45

### Lado B
1. "High Falls" (Dickey Betts) - 14:28
2. "Sweet Mama" (Billy Joe Shaver) - 3:32

## Personal
- Gregg Allman — voz, órgano, guitarra acústica
- Richard Betts — guitarras, voz
- Jaimoe — batería y percusión
- Chuck Leavell — piano, coros
- Butch Trucks — batería y percusión
- Lamar Williams — bajo